# Гейл Кинг
Гейл Кинг (на английски: Gayle King) е американска телевизионна водеща и журналистка.
Родена е на 29 декември 1954 година в Чеви Чейс в афроамериканско семейство на инженер. Завършва психология в Мерилендския университет, след което започва работа в телевизията. По това време се запознава и сближава с придобилата по-късно широка известност Опра Уинфри, с която си сътрудничи през следващите десетилетия. От 2012 година е водеща на сутрешното предаване на голямата новинарска телевизия „Си Би Ес Нюз“.